# CoinMarketCap
CoinMarketCap (CMC) — самый популярный в мире крипто-сайт для отслеживания цен, а также крупный поставщик криптографических данных. Он публикует криптоактивы и рыночные данные в режиме реального времени, включая отслеживание цен, рыночную капитализацию криптоактивов, уровни доминирования биткойнов и данные об объёме обмена криптовалют. По состоянию на июль 2025 года сайт предоставляет данные о 18,815 крипто активах. Это самый популярный сайт рейтинга криптовалют в мире.
Рейтинг CMC для бирж криптовалют подразделяется на биржи спотового рынка криптовалюты, биржи криптодеривативов и децентрализованные биржи криптоактивов (DEX).
CMC имеет 350 миллионов просмотров страниц в месяц и 445 000 активных пользователей в день.

## История
CoinMarketCap был основан в мае 2013 года разработчиком Брэндоном Чезом в его квартире в Лонг-Айленд-Сити, Куинс.
В мае 2016 года CMC запустила свой первый общедоступный API.
До 2017 года Чез работал только над CMC. В конце 2017 года он собрал основную команду для управления сайтом. По данным The Wall Street Journal, в 2018 году CoinMarketCap стал одним из самых посещаемых веб-сайтов в мире. Чез сохранял низкий общественный статус, который был прерван в январе 2018 года, когда репортеры Wall Street Journal выследили его и опубликовали лонгрид, посвященный CoinMarketCap и его основателю.
8 января 2018 года CMC удалила южнокорейские биржи из своих алгоритмов ценовых котировок, потому что цены там постоянно были намного выше, чем в других странах. Решение CMC вызвало резкое снижение рыночной капитализации XRP, среди прочего снижения цен на криптоактивы. В Твиттере CMC заявила, что исключила некоторые корейские биржи при расчете из-за резкого расхождения цен в сравнении с остальным миром и ограниченных возможностей арбитража. В письме в WSJ Чез объяснил, что CMC убрала корейские биржи из списка, потому что многие пользователи жаловались на неточные цены; однако он не ожидал, что влияние исключения корейской биржи будет настолько большим.
В мае 2018 года CoinMarketCap запустила мобильное приложение для пользователей iOS и темный режим в следующем месяце.
В марте 2019 года CoinMarketCap запустил два комплексных основных индекса, которые рассчитываются и администрируются немецким поставщиком индексов Solactive AG. Заголовок CMC Crypto 200 Index (CMC200) включает 200 криптовалют, взвешенных по рыночной капитализации, включая биткойн, и, таким образом, покрывает более 90 % мирового рынка криптовалют. Индекс CMC Crypto 200 ex BTC (CMC200EX) отслеживает показатели рынка криптоактивов без влияния Биткойна.
По состоянию на март 2019 года на Nasdaq, Bloomberg Terminal и Refinitiv торгуются два эталонных индекса криптовалюты CMC.
CoinMarketCap также запустил Альянс подотчетности и прозрачности данных (DATA) в 2019 году, чтобы повысить прозрачность проектов в криптопространстве и улучшить стандарты отчетности в отрасли.
В ноябре 2019 года CoinMarketCap запустил новую метрику ликвидности, направленную на борьбу с фальшивыми объёмами торгов.
В апреле 2020 года Binance приобрела CoinMarketCap на нераскрытых условиях; в отчете Forbes утверждалось, что сумма сделки составила 400 миллионов долларов, но эта цифра не была подтверждена. CMC продолжает работать независимо от своей материнской компании.
В августе 2020 года CoinMarketCap запустила программу образовательных вознаграждений, которая позволяет участникам заработать до определённого количества нативных токенов данного блокчейн-проекта путем просмотра образовательных видео и прохождения викторин, чтобы получить право на вознаграждение.
В сентябре 2020 года CMC запустила свою образовательную платформу CMC Alexandria — портал, предоставляющий образовательный контент, который помогает сориентироваться новичкам в мире криптовалют и децентрализованных финансов (DeFi).
В 2021 году CoinMarketCap стала API-партнером биржи Coinbase. API CoinMarketCap предоставляет доступ к широкому спектру информации о блокчейне на различных биржах.
В ноябре 2021 года Coinmarketcap помог изданиям Vice, New York Times и некоторым другим СМИ распознать мемную монету под названием Squid Game как мошенническую схему. Эта монета достигла пика в 2,8 USD и вскоре рухнула, а её разработчики заработали примерно 3,3 млн. USD.
Сайт также является источником рейтингов криптобирж. Например, Kraken названа второй по величине криптовалютной биржей США по версии NYTimes, которая ссылается на CMC.
В декабре 2021 года цены на криптовалюты, котирующиеся на крупнейших американских криптобиржах Coinbase и CoinMarketCap, на короткое время стали аномальными, что было вызвано некоторыми техническими причинами. И Coinbase, и CoinMarketCap заявили, что технический сбой не был вызван другой стороной.